# Cách lá hẹp
Cách lá hẹp (danh pháp: Premna angustifolia) là một loài thực vật có hoa trong họ Hoa môi. Loài này được H.J.Lam mô tả khoa học đầu tiên năm 1919.